# (466963) 2016 AF187
(466963) 2016 AF187 es un asteroide perteneciente al cinturón de asteroides, descubierto el 21 de noviembre de 2008 por el equipo Spacewatch desde el Observatorio Nacional de Kitt Peak (Arizona, Estados Unidos).